# Saxon (transporter opancerzony)
Saxon – brytyjski transporter opancerzony używany przez British Army oraz w niewielkich ilościach przez oddziały wojska, policji i żandarmerii innych państw świata.

## Służba
Pierwsze pojazdy Saxon zostały w 1983 roku dostarczone do Republiki Federalnej Niemiec i przydzielone do batalionów piechoty zmechanizowanej. W Wielkiej Brytanii, pojazdy te służą obecnie w czterech batalionach piechoty zmechanizowanej 3. Dywizji Piechoty. Cena jednego pojazdu w 1984 roku wynosiła ponad £100 000 za sztukę.
Po rozpoczęciu faktycznej wojny rosyjsko-ukraińskiej 75 transporterów Saxon zostało w 2015 roku zakupione przez Wojska Lądowe Ukrainy.

## Warianty
- AT105A – ambulans
- AT105E – wersja uzbrojona w jeden lub dwa karabiny maszynowe
- AT105MR – wersja uzbrojona w moździerz kalibru 81 mm
- AT105C – wóz dowodzenia